# Clementis Tamás
Clementis Tamás (Budapest, 1962. május 13.) magyar operaénekes (basszbariton).

## Életpályája
Énektanulmányait 1983–1988 között a Zeneakadémián végezte. 1987-ben került a Magyar Állami Operaházhoz, először ösztöndíjasként, majd 1989-től magánénekesként. Több külföldi énekverseny – Belvedere énekverseny, Bécs – és ösztöndíj nyertese. Adottságainak köszönhetően repertoárján szerepelnek Mozart, az olasz bel canto valamint Verdi hősei. A Don Giovanni Leporellójaként 1994-ben debütált Sevillában, Figaro szerepét pedig Bécsben énekelte először. Oratóriumokat is énekel. Vendégszerepelt Európa majd összes országában, az Amerikai Egyesült Államok több nagyvárosában, valamint Távol-Keleten. Számos CD-felvételen is közreműködött.

## Főbb szerepei
- Bellini: A puritánok - Giorgio
- Csajkovszkij: Anyegin - Zareckij
- Donizetti: Boleyn Anna - VIII. Henrik
- Erkel: Bánk bán - Biberach, kalandor lovag
- Gluck: Orfeusz - Orfeusz
- Mozart: Don Giovanni - Leporello
- Mozart: Figaro házassága - Figaro
- Puccini: Tosca - Sciarrone
- Puccini: Manon Lescaut - Hajóskapitány
- Verdi: A trubadúr - Ferrando